# 深圳市光明中学
深圳市光明中学创办于1965年，广东省一级学校，前身为光明华侨畜牧场职工子弟中学，2000年转为政府办学，划归宝安区人民政府管辖，后于2007年8月划属深圳市光明新区。